# تاکرا
تاکرا (به اسپانیایی: T'akra) یک کوه در پرو است که در پرو واقع شده‌است. تاکرا ۵٬۱۰۰ متر بالاتر از سطح دریا واقع شده‌است.